# 45.º governo da Monarquia Constitucional
O 45.º governo da Monarquia Constitucional, também conhecido como a primeira fase do 8.º governo do Rotativismo, e do 21.º desde a Regeneração, nomeado a 17 de janeiro de 1892 e exonerado a 27 de maio do mesmo ano, foi presidido por José Dias Ferreira. 
A sua constituição era a seguinte:
| Cargo                                                                                 | Detentor | Detentor                                      | Período                                    |
| ------------------------------------------------------------------------------------- | -------- | --------------------------------------------- | ------------------------------------------ |
| Presidente do Conselho de Ministros                                                   |          | José Dias Ferreira (1837–1907)                | 17 de janeiro de 1892 a 27 de maio de 1892 |
| Ministro e Secretário de Estado dos Negócios do Reino                                 |          | José Dias Ferreira (1837–1907)                | 17 de janeiro de 1892 a 27 de maio de 1892 |
| Ministro e Secretário de Estado dos Negócios Eclesiásticos e de Justiça               |          | António Aires de Gouveia (1828–1916)          | 17 de janeiro de 1892 a 27 de maio de 1892 |
| Ministro e Secretário de Estado dos Negócios da Fazenda                               |          | Joaquim Pedro de Oliveira Martins (1845–1894) | 17 de janeiro de 1892 a 27 de maio de 1892 |
| Ministro e Secretário de Estado dos Negócios da Guerra                                |          | Jorge Pinheiro Furtado (1810–1898)            | 17 de janeiro de 1892 a 27 de maio de 1892 |
| Ministro e Secretário de Estado dos Negócios da Marinha e Ultramar                    |          | Francisco Ferreira do Amaral (1844–1923)      | 17 de janeiro de 1892 a 27 de maio de 1892 |
| Ministro e Secretário de Estado dos Negócios Estrangeiros                             |          | António Costa Lobo (1840–1913)                | 17 de janeiro de 1892 a 27 de maio de 1892 |
| Ministro e Secretário de Estado dos Negócios das Obras Públicas, Comércio e Indústria |          | Visconde de Chanceleiros (1833–1905)          | 17 de janeiro de 1892 a 27 de maio de 1892 |
| Ministro e Secretário de Estado dos Negócios da Instrução Pública e Belas Artes       |          | José Dias Ferreira (interino) (1837–1907)     | 17 de janeiro de 1892 a 3 de março de 1892 |